# Сегрейв, Гилберт
Гилберт де Сегрейв (англ. Gilbert de Seagrave (Segrave); умер до 8 октября 1254) — английский аристократ и юстициарий, сын юстициария Стефана Сегрейва и Рохезы Диспенсер, дочери Томаса Диспенсера. Как и отец, Гилберт в основном занимался судебной деятельностью и, благодаря его высокому положению, получил ряд пожалований и назначений. После смерти отца унаследовал его владения и стал играть более заметную роль при королевском дворе, а также неоднократно сопровождал короля в его экспедициях в Гасконь. Во время одной из поездок в 1254 году был послан королём в Англию, но по дороге его вместе с несколькими сопровождающими несмотря на охранную грамоту короля Франции захватили в плен жители города Пон в Пуату. Находясь в плену, он заболел и умер.

## Происхождение
Гилберт происходил из аристократического рода Сегрейвов, известного с XII века. Его первым известным представителем был Гилберт Фиц-Херевард, который в 1166 году получил от Уильяма де Бомона, 3-го графа Уорик, поместья Сегрейв в Лестершире и Брайлес в Уорикшире. Его сын Стефан Сегрейв во время правления Генриха III стал юстициарием Англии и сосредоточил в своих руках большие владения.
Стефан был женат первым браком на Рохезе Диспенсер, дочери Томаса Диспенсера. Второй женой была Ила (Эла), сестра Генри Гастингса. От двух браков у него родилось минимум трое сыновей: Джон, Гилберт и Стефан, а также дочь Элеонора.

## Биография
Гилберт был вторым из трёх сыновей Стефана Сегрейва. Его матерью, вероятно, была первая жена Стефана — Рохеза Дисперсер. Год рождения Гилберта неизвестен. На королевскую службу он, несомненно, был принят благодаря положению отца. Дагдейл упоминает Гилберта как каноника собора Святого Павла, однако это известие, судя по всему, является ошибочным, поскольку имя Сегрейва отсутствует в известных списках каноников. В 1231 году он получил в качестве пожалования Кегворт в Лестершире и вскоре после этого был назначен кастеляном замка Болсовер. До 1232 года Гилберт был в Бретани, вероятно, участвуя в военной кампании короля Генриха III 1230—1231 годов, а в 1233 году сопровождал из Нортгемптона в Глостер собранный в Кембриджшире и Хантингдоншире денежный сбор. После смерти в 1232 году бездетного Ранульфа де Блондевиля, 6-го графа Честера король стал распределять его владения; в результате в декабре того же года Гилберт получил назначение констеблем замка Ньюкасл-андер-Лайм, а в 1233 году получил Бертон и часть Хорнкасла. Впрочем, после того как его отец был отстранён от власти, Гилберту пришлось вернуть Ньюкасл, а также явиться на судебное разбирательство в июне 1234 года. Хотя в 1236 году Стефан Сегрейв был возвращён ко двору, Гилберт, судя по всему, до смерти отца не имел никакого влияния.
Поскольку его старший брат, Джон, умер раньше отца, не оставив детей, то именно Гилберт стал после смерти отца в 1241 году наследником его владений, располагавшихся в Лестершире, Вустершире, Уорикшире, Ноттингемшире и Дербишире, причём король в виде милости отказался принимать уплату за наследство. Также в мае 1242 года он был назначен судьёй к югу от Трента, а в 1242—1244 годах был кастеляном замка Кенилворт. Нет никаких доказательств, что Гилберт после октября 1245 года выступал в роли юстициария, а в 1248 году он заплатил королю 100 марок, чтобы получить отказ от всех претензий, связанных с его пребыванием на этой должности.
В 1251 году Гилберт вновь оказался при деле, став юстициарием в суде королевской скамьи, разбирающий жалобы в Лондоне. В августе 1253 года он сопровождал короля в Гасконь, продолжая выполнять судебные обязанности, а в январе следующего года Генрих III послал его в Англию в качестве одного из королевских посланников, чтобы просить у парламента деньги.
Вернувшись в Гасконь к 16 июля 1254 года, он 7 сентября был в Бордо. Вскоре после этого он был назначен вместе с Симоном де Монфором, 6-м графом Лестером для поездки в Шотландию к королю Александру III, чтобы убедить того поддержать претензии Генриха III на сицилийскую корону. В Англию он отправился через Пуату вместе с Джоном де Плесси, графом Уориком и несколькими другими дворянами. Несмотря на то, что у них была охранительная грамота французского короля Людовика IX, в Поне Гилберт и его спутники были взяты в плен жителями города. В плену Гилберт заболел и умер не позднее 8 октября 1254 года. Поскольку его наследник, Николас де Сегрейв, был несовершеннолетним, то король 12 октября назначил опеку над его землями, передав её своему сыну Эдуарду.
Хронист Матвей Парижский описывает Гилберта Сегрейва как «человека благородного, богатого и обладающего прекрасным характером».

## Брак и дети
Жена: до 30 сентября 1231 Амабиль де Чакомб (умерла после 1282), дочь Роберта де Чакомба. Дети:
- Алиса де Сегрейв (умерла после 8 января 1268); муж: Уильям V Модит (около 1220/1221 — 8 января 1267), 8-й граф Уорик с 1263[5][6].
- Николас де Сегрейв (около 1238 — до 12 ноября 1295), 1-й барон Сегрейв с 1295[5][6].